# هرقلية فارسية
هرقلية فارسية (الاسم العلمي:Heracleum persicum) هي نوع من النباتات يتبع جنس الهرقلية من الفصيلة الخيمية. سمي هذا النوع نسبةً إلى بلاد فارس.